# Doublemint

Логотип марки

Doublemint (от англ. «double mint» — «двойная мята») — марка жевательной резинки, производимой компанией «Wrigley». Согласно ранней рекламе, название описывает содержащийся в продукте «ароматизатор перечной мяты двойной крепости». Продажи были запущены в США в 1914 году. С тех пор «Doublemint» занимал переменную позицию на рынке.

## Известные ингредиенты
Ароматизаторы, используемые в жевательной резинке «Doublemint», являются коммерческой тайной, но компания утверждает, что основным ароматизирующим ингредиентом является мята перечная. Хотя это жевательная резинка без сахара, в 2003 году компания Wrigley заменила часть сахара искусственными подсластителями — аспартамом и ацесульфамом калия.

## Запрет марки вЕвропейском союзе
В 2004 году Суд Европейского союза в конечном итоге отклонил запрос «Wrigley» о статусе товарного знака для названия Doublemint. Суд установил, что знак «DOUBLEMINT» описывает продукт и нарушает закон о товарных знаках.